# Carlos Pavón
Carlos Alberto Pavón Plummer, född 9 oktober 1973 i El Progreso, är en hondurisk före detta fotbollsspelare. Han är bästa målskytt genom tiderna i Honduras landslag med 57 mål.

## Karriär

### Klubblag
Carlos Pavón spelade i fem olika omgångar för Real España där han vann ligan fyra gånger. Efter att startat i Real España så flyttade Pavón till Mexiko där han spelade sju år i följd i bortsett från en kort sejour i spanska Real Valladolid. 2000 vann han Clusuran med Monarcas Morelia. 2007 skrev han på för laget Los Angeles Galaxy i Major League Soccer. Efter 18 matcher och tre mål så återvände han till Real España 2008. Efter ett mellanspel i Club Necaxa så gick Pavón tillbaka till Real España där han avslutade karriären 2013.

### Landslag
Pavón gjorde debut för Honduras landslag i en match mot USA i CONCACAF Gold Cup 1993. Han gjorde totalt 37 VM-kvalmatcher och deltog både i OS 2008 samt VM 2010. Pavon var även med och spelade CONCACAF Gold Cup vid fyra tillfällen; 1993, 1998, 2000 och 2007.
Pavóns sista match för Honduras kom i VM 2010 mot Chile. Efter turneringen avslutades hans landslagkarriär efter 101 matcher och 57 mål.

## Meriter

### Klubblag
Real España
- Honduras liga: 1994, 2004 (Apertura), 2007 (Clausura), 2011 (Apertura)

Monarcas Morelia
- Liga MX: 2000 (Invierno)

### Landslag
Honduras
- Copa Centroamericana: 1993, 1995

### Individuellt
- Årets fotbollsspelare i Honduras: 2009
- Skytteligavinnare i CONCACAF Gold Cup: 2007
- Skytteligavinnare i Honduras liga: 2007 (Clausura)